# Saraha
Saraha (VIII wiek) – jogin, uważany za jednego z największych mistrzów Buddyzmu Diamentowej Drogi w Indiach. Nauczyciel Shavaripy i Nagarjuny.
Saraha został spadkobiercą wielu tantrycznych przekazów pochodzących od Buddy. Najgłębszym z nich jest Mahamudra – Wielka Pieczęć. Jego nauczycielem był m.in. Król Visukalpa a także Ratnamati. Saraha jest autorem wielu duchowych pieśni (doha) ukazujących naturę umysłu. Jego nauki stanowią esencję przekazu tybetańskiej szkoły kagyu.